# 2080.
◄ | 20. stoljeće | 21. stoljeće | 22. stoljeće | ►
◄ | 2050-ih | 2060-ih | 2070-ih | 2080-ih | 2090-ih | 2100-ih | 2110-ih | ►
◄◄ | ◄ | 2077. | 2078. | 2079. | 2080. | 2081. | 2082. | 2083. | ► | ►►
Astronomija

## Događaji
- 21. ožujka – Potpuna pomrčina Sunca koju će se moći vidjeti s Antarktika i Indijskog oceana.
- 13. rujna – Djelomična pomrčina Sunca koju će se moći vidjeti s Grenlanda i istočne Azije.
- Prema istraživanjima Kineske akademije znanosti, ministarstva znanosti i tehnologije NR Kine i Kineske nacionalne prirodoslovne zaklade, objavljena u studiji o ekološkoj modernizaciji Kine, Kina će biti jednom od najrazvijenijih zemalja na svijetu, po razvijenosti istovjetna onoj od SAD-a s početka 21. stoljeća.[1]